# David Ennals
David Hedley Ennals, baron Ennals (ur. 19 sierpnia 1922, zm. 17 czerwca 1995), brytyjski polityk, członek Partii Liberalnej i Partii Pracy, minister w rządzie Jamesa Callaghana.
W 1951 r. bez powodzenia startował w wyborach do Izby Gmin w okręgu Richmond, Surrey, jako kandydat Partii Liberalnej. Później przeszedł do Partii Pracy i jako jej kandydat wygrał w 1964 r. wybory w okręgu Dover. Miejsce w Izbie Gmin utracił w 1970 r., ale w 1974 r. dostał się ponownie do parlamentu, tym razem jako reprezentant okręgu Norwich North.
Jego pierwszym stanowiskiem był urząd podsekretarza stanu ds. armii w Ministerstwie Obrony. Ennals objął go w 1966 r. i pozostał na nim do 1967 r., kiedy to został podsekretarzem stanu w Ministerstwie Spraw Wewnętrznych. W latach 1968–1970 był ministrem stanu w Ministerstwie Służby Socjalnej. W 1974 r. został ministrem stanu w Ministerstwie Spraw Zagranicznych. W latach 1976–1979 był członkiem gabinetu jako minister służby socjalnej.
W 1983 r. przegrał wybory do Izby Gmin. Został kreowany parem dożywotnim jako baron Ennals i zasiadł w Izbie Lordów. W 1984 r. został przewodniczącym Stowarzyszenia Narodów Zjednoczonych.